# آتسوشی ماتسو
آتسوشی ماتسو (انگلیسی: Atsushi Matsuo؛ زادهٔ ۵ مارس ۱۹۹۰) بازیکن فوتبال اهل ژاپن است.